# Sigurd Jarl
För andra betydelser, se Sigurd Jarl (olika betydelser).
Johan Sigurd Napoleon Jarl, född 22 maj 1887 i Bälinge församling, Uppsala län, död 10 januari 1964, var en svensk psykiater. 
Jarl blev medicine licentiat 1919, marinläkare av andra graden i reserven 1919, av första graden 1928 och tog avsked 1943. Han innehade underläkarförordnanden vid olika sinnessjukhus, blev överläkare vid Gådeå sjukhus i Härnösand 1928, överläkare och sjukhuschef vid Sankt Sigfrids sjukhus i Växjö 1931, vid Sundby sjukhus i Strängnäs 1939–53 och bedrev därefter privatpraktik i Torshälla.